# 红柳叶牛膝
红柳叶牛膝（学名：Achyranthes longifolia f. rubra）为苋科牛膝属柳叶牛膝下的一个变型。

## 扩展阅读
- 維基物種上的相關：红柳叶牛膝